# Pac-Land
Pac-Land es un videojuego de plataformas originalmente lanzado para arcade por Namco y Bally Midway en 1984. Es el primer juego arcade de Namco en utilizar el sistema arcade Namco Pac-Land y el primero de plataformas de Pac-Man, apartándose del estilo laberíntico de sus juegos anteriores.

## Jugabilidad
El jugador controla a Pac-Man con el objetivo de llevar un hada, dentro de su sombrero, a su lugar de origen Fairyland y regresar a su casa.
En la versión japonesa, el personaje tiene su diseño original esférico con la adición de un sombrero, mientras que en la versión norteamericana tiene su diseño basado en la serie de televisión producida por Hanna-Barbera.
En cada nivel, el jugador debe llegar hasta la meta antes de que se le acabe el tiempo, recorriendo varios escenarios como la ciudad, el desierto, el bosque, entre otros. Durante su recorrido por los niveles, este debe evitar a los fantasmas Blinky, Pinky, Inky y Clyde, quienes van montados en distintos vehículos como ovnis, aviones, autos y pogos saltarines. Sue, la fantasma violeta, persigue a Pac-Man a lo largo de los niveles para intentar atraparlo. Si se acaba el tiempo, Sue aumentará su velocidad. Pac-Man pierde una vida si hace contacto con alguno de los fantasmas —a excepción de pararse sobre ellos— o cae a un pozo. 
El juego se compone de cuatro rondas cada fase. Una vez terminada la tercera ronda, Pac-Man devuelve el hada a Fairyland y recibe unas botas que le permitirán saltar infinitamente por el aire en el siguiente nivel.

En los niveles aparecen frutas como objetos de bonificación y «Power Pellets» que permiten que Pac-Man se coma a los fantasmas y salte más alto. También hay objetos como tomas de agua que pueden ser empujados al lado opuesto para obtener objetos o potenciadores. Al final de cada ronda, al jugador se le otorgarán puntos de bonificación dependiendo del tiempo en que lo haya completado y la altura de su salto.

## Relanzamientos
Pac-Land fue posteriormente adaptado para diversas videoconsolas y computadoras, así como compilatorios. En 1996, fue relanzado para el videojuego compilatorio Namco Museum Volume 4 para PlayStation. En 2012, se relanzó para la aplicación Namco Arcade para dispositivos móviles.
La versión de NES fue relanzada para la Consola Virtual de Wii U en 2014. El juego también aparece en el videojuego compilatorio Pac-Man Museum de 2014.

## Enlaces rotos
Pac-Land en Killer List of Videogames (en inglés)
- Datos: Q2752616